# SN 2007kl
SN 2007kl – supernowa typu Ia odkryta 3 września 2007 roku w galaktyce A024450+0021. W momencie odkrycia miała maksymalną jasność 21,90m.